# Lastbärare
En lastbärare är en enhet som gods kan placeras på under transport och lagring. Lastbärare flyttas av någon farkost och förenklar hanteringen av godset.

## Exempel på lastbärare
- Container
- Elevator
- IBC-behållare
- Lastpall
- Lastväxlare
- Rullbur
- Rullvagn
- Tankbil
- Tankvagn